# Lobelia sutherlandii
Lobelia sutherlandii är en klockväxtart som beskrevs av Franz Elfried Wimmer. Lobelia sutherlandii ingår i släktet lobelior, och familjen klockväxter. Inga underarter finns listade i Catalogue of Life.